# Boa (rainha)
Boa (em grego: Βώα), Boarez (em grego: Βωαρήζ) ou Boarex (em grego: Βωαρήξ), foi uma rainha huna do século VI. Era esposa de Blaco, rei dos sabires, com quem teve dois filhos. Ela o sucedeu após a morte dele como soberana de parte dos sabires. Segundo as fontes, governava sobre 100 mil pessoas e podia arregimentar exército de 20 mil homens. Em ca. 528, aliou-se ao Império Bizantino, destruiu o exército huno aliado ao Império Sassânida, matou o rei chamado Glones e enviou outro chamado Estírax a Constantinopla.